# Chloris submutica
Chloris submutica är en gräsart som beskrevs av Carl Sigismund Kunth. Chloris submutica ingår i släktet kvastgrässläktet, och familjen gräs. Inga underarter finns listade i Catalogue of Life.